# نادی‌وارشانی
نادی‌وارشانی (به مجاری:  Nagyvarsány) یک منطقهٔ مسکونی در مجارستان است که در سابولچ-ساتمار-برگ واقع شده‌است. نادی‌وارشانی ۱۲٫۵۴ کیلومتر مربع مساحت و ۱٬۴۵۴ نفر جمعیت دارد.